# Buck Ram
Samuel "Buck" Ram (21 de noviembre de 1907 - 1 de enero de 1991) fue un compositor, productor y arreglista musical estadounidense. Es conocido por su larga asociación con The Platters. También escribió, produjo y arregló para The Penguins, The Coasters, The Drifters, Ike and Tina Turner, Ike Cole, Duke Ellington, Glenn Miller, Ella Fitzgerald y muchos otros. Utilizó los seudónimos Ande Rand, Lynn Paul o Jean Miles.

## Biografía
Samuel Ram nació en Chicago en 1907, de padres judíos. Ram trabajaba como cazatalentos con su propia firma, Personality Productions y A&R cuando Tony Williams hizo una audición para él. Ram estaba buscando un grupo para cantar sus canciones y encontró la voz que buscaba en Williams. Transformó a los Platters y cambió su estilo de rhythm and blues, basándose en la voz de Williams para que sonaran como otros grupos de éxito como The Mills Brothers y The Ink Spots. Con orquestadores talentosos como Red Callender, Hal Mooney, Sammy Lowe y David Carroll, Ram produjo todas las grabaciones de The Platters, desde sus inicios con Mercury Records y escribió sus mayores éxitos, incluidos "Only You (And You Alone)", "The Great Pretender", "(You've Got) The Magic Touch",  "Twilight Time" y "Enchanted".
Ram escribió la letra de "The Great Pretender" en el baño del Hotel Flamingo en Las Vegas después de que le preguntaran cuál sería la continuación de "Only You" de The Platters.  En 1987, cuando la canción alcanzó el número 4 en el Reino Unido en la versión de Freddie Mercury, Ram no tenía idea de quién era Mercury, pero estaba emocionado de que su canción estuviera nuevamente en las listas de éxitos, 32 años después de ser estrenada en 1955. Ram también escribió "(You've Got) The Magic Touch", la letra de " Come Prima (For the First Time)" "Twilight Time", "Chew Chew Chew Your Bubble Gum" (con Ella Fitzgerald ), "Remember When" y "Ring Phone Ring" entre otros.
A diferencia de otros mánagers de la época que eran conocidos por robar y publicar canciones que otros habían escrito, Ram fue compositor y luego productor de grupos como The Platters que utilizó para grabar sus propias canciones. Buck Ram murió en 1991, a los ochenta y tres años, en Las Vegas.